# Journey
Journey — американський рок-гурт, утворений у лютому 1973 року у Сан-Франциско під назвою The Golden Gate Rhythm Section. До першого складу гурту ввійшли: екс-Santana Band Ніл Шон (Neal Schon), 27.02.1954, Сан Матео, Каліфорнія, США — гітара, вокал; Джордж Тікнер (George Tickner) — гітара; екс-Fruminous Bandersnatch та Steve Miller Band Росс Вейлорі (Ross Valory), 2.02.1949, Сан-Франциско, Каліфорнія, США — бас, вокал та екс-Tubes Прейрі Прінс (Prairie Prince), 7.05.1950, Чарлотт, Нова Каледонія, США — ударні.

## Історія
Назву The Golden Gate Rhythm Section музиканти незабаром змінили після проведеного конкурсу серед радіослухачів Сан-Франциско. У червні 1973 року склад гурту поповнив Грегг Роулі (Gregg Rolie), 1948 — клавішні, вокал, а в червні того ж року гурт залишив Прінс. Прослухавши близько тридцяти перкусистів, гурт у лютому 1974 року запросив до співпраці британця, колишнього ударника гуртів Джефф Бека, Френка Заппи та Джона Мейелла — Ейнслі Данбара (Aynsley Dunbar), 10.01.1946, Ліверпуль, Велика Британія.
У листопаді 1974 року Journey уклали угоду з концерном «CBS/Columbia Records», а у квітні наступного року після запису дебютного альбому «Journey» своїх колег залишив Тікнер і формація продовжила свою діяльність вже як квартет. Спочатку учасники гурту спеціалізувались на джаз-році, поєднавши його з розтягнутими, імпровізаційними гітарними соло. Цей стиль домінував на перших трьох альбомах Journey, проте 1977 року гурт змінив свій музичний напрямок у бік витонченого памп-року. Також музиканти вирішили для підняття видовищності знайти вокаліста-фронтмена для своїх концертів. У червні 1977 року на цю роль було запрошено Роберта Флейшманна (Robert Fleischmann), однак вже у листопаді того ж року його місце зайняв екс-Alien Project — Стів Перрі (Steve Perry), 22.01.1953, Хенфорд, Каліфонія, США. За його участю та за допомогою відомого продюсера Ройя Томаса Бейкера з'явився альбом «Infinity», який здобув великий успіх, зайнявши двадцять першу позицію в американському чарті та розійшовшись тиражем понад мільйон примірників. Проте Данбер, якому не подобалось нове творче спрямування гурту, вирішив залишити його, і на його місце у листопаді 1978 року було взято Стіва Сміта (Steve Smith), 21.08.1954, Лос-Анджелес, Каліфорнія, США.
Черговий лонгплей «Evolution», що вийшов 1979 року і який знову було продано тиражем понад мільйон примірників, приніс гурту перший хіт-сингл «Lovin', Touchin', Squeezin'» в американському Тор 20. 1981 року Journey запропонували свій перший концертний альбом «Captured», що поставив багатьох критиків у складне становище своєю відмінністю від технічно досконалих та бездоганно продюсованих студійних записів. Замість цього альбом пропонував дивну дозу галасливого хард-року. Проте платівка піднялась до дев'ятого місця в американському чарті.
У квітні 1981 року після виходу цього альбому Роулі, стомлений інтенсивними концертними турне, вирішив залишити гурт, і його місце зайняв Джонатан Кейн (Jonathan Cain), 26.02.1950, Чикаго, Іллінойс, США, який раніше грав у The Babys. Ангажування цього музиканта стало важливою подією у кар'єрі Journey, тому що Кейн додав нових форм звучанню гурту. Перший лонгплей «Escape», який був записаний за його участю, став найпопулярнішим альбомом гурту. Він очолив американський чарт і, залишаючись у топ-списках понад рік, знайшов два мільйони покупців. Також з цього альбому походили три сингли: «Who's Crying Now», «Don't Stop Believin'» та «Open Arms», які потрапили до американського Top 10. Виданий 1983 року лонгплей «Frontiers» також здобув великого успіху, залишаючись два тижні на другому місці американського чарту, поступаючись лише «Thriller» Майкла Джексона, а сингл «Seperate Ways» з цього альбому піднявся до восьмої позиції.
Після серії внутрішніх суперечок та дворічної перерви у діяльності склад гурту скоротився до тріо: Шон, Кейн та Перрі. Разом з Ренді Джексоном (Randy Jackson) — бас та Ларрі Ландінрм (Lame Londin) — ударні, вони записали концептуальну платівку «Raised On Radio», що була видана у травні 1986 року і яку продюсував сам Пері. Лонгплей користувався чималою популярністю, піднявшись до четвертого місця американського чарту, а одразу чотири твори з нього — «Be Good To Yourself», «Suzanne», «Girl Can't Help It» та «I'll Be Alright Without You», що були взяті для синглів, стали великими хітами. Після появи цього видання музиканти вирішили тимчасово припинити спільну діяльність, щоб зайнятись сольними проєктами, але як з'ясувалось пізніше, це був остаточний розпад гурту.
1988 року Шон разом з Кейном, Джоном Вейтом, Ріком Філліпсом та Діном Кастроново утворили гурт Bad English, a 1991 року Роулі, Вейлорі та Сміт зустрілись у формації The Storm. Наступного року Шон утворив новий гурт — Hardline. 1995 року музична преса повідомила, що Стів Перрі, Ніл Шон та Джонатан Кейн виказали бажання у найближчому майбутньому об'єднатись і зробити чергову платівку Journey. Нарешті 1996 року за ініціативою Стіва Перрі гурт зібрався у складі Перрі, Шон, Кейн та Вейлорі й записав студійний альбом «Trial by Fire».

## Дискографія
- 1975: Journey
- 1976: Look Into The Future
- 1977: Next
- 1978: Infinity
- 1979: Evolution
- 1980: In The Beginning
- 1980: Departure
- 1981: Journey Captured
- 1981: Dream After Dream
- 1981: Escape
- 1983: Frontiers
- 1986: Raised On Radio
- 1988: Greatest Hits
- 1992: Journey — The Ballads
- 1992: Time 3
- 1996: Trial By Fire